# Coupe des Amériques masculine de basket-ball 2022
Navigation
Argentine/Colombie/Uruguay 2017 Nicaragua 2025
Le Championnat des Amériques de basket-ball 2022 se déroule du 2 septembre au 11 septembre 2022 à Recife, au Brésil.

## Organisation

### Sélection du pays hôte
L'assemblée générale de la FIBA choisit le Brésil comme pays hôte le 10 août 2021.

### Salles
Les matchs seront organisés au Ginásio de Esportes Geraldo Magalhães, une salle de 15 000 places inaugurée en 1970.

## Participants

### Équipes qualifiées
| Équipe                      | Dernière participation | Meilleure performance                                 |
| --------------------------- | ---------------------- | ----------------------------------------------------- |
| Brésil                      | 2017                   | Champion (1984, 1988, 2005 et 2009)                   |
| Panama                      | 2017                   | 4e (1984)                                             |
| États-Unis                  | 2017                   | Champion (1992, 1993, 1997, 1999, 2003, 2007 et 2017) |
| République dominicaine      | 2017                   | 3e (2011)                                             |
| Mexique                     | 2017                   | Champion (2013)                                       |
| Canada                      | 2017                   | Finaliste (1980 et 1999)                              |
| Porto Rico                  | 2017                   | Champion (1980, 1989 et 1995)                         |
| Uruguay                     | 2017                   | Finaliste (1984)                                      |
| Venezuela                   | 2017                   | Champion (2015)                                       |
| Argentine                   | 2017                   | Champion (2001 et 2011)                               |
| Colombie                    | 2017                   | 11e (2017)                                            |
| Îles Vierges des États-Unis | 2017                   | 4e (2017)                                             |

## Compétition

### Phase de groupes
Dans la première phase du tournoi, les douze équipes sont réparties en trois groupes de quatre. Chaque équipe rencontre les trois adversaires de son groupe.
Légende des classements
- Qualifié pour les quarts de finale
- Possiblement qualifié pour les quarts de finale

#### Groupe A
| Rang | Équipe   | Pts | J | G | P | Pp  | Pc  | Diff |  | Résultats |  |       |        |       |
| ---- | -------- | --- | - | - | - | --- | --- | ---- |  | --------- |  | ----- | ------ | ----- |
| 1    | Brésil   | 6   | 3 | 3 | 0 | 248 | 189 | 59   |  | Brésil    |  | 72-63 | 100-60 | 76-66 |
| 2    | Canada   | 5   | 3 | 2 | 1 | 209 | 211 | -2   |  | Canada    |  |       | 62-61  | 84-78 |
| 3    | Colombie | 4   | 3 | 1 | 2 | 191 | 226 | -35  |  | Colombie  |  |       |        | 70-64 |
| 4    | Uruguay  | 3   | 3 | 0 | 3 | 208 | 230 | -22  |  | Uruguay   |  |       |        |       |

| 2 septembre 2022 13 h 40 UTC-03:00 | Rapport | Uruguay                                           | 64–70 | Colombie |  | Ginásio de Esportes Geraldo Magalhães, Recife |
| 2 septembre 2022 13 h 40 UTC-03:00 | Rapport | Score par quart-temps : 25-18, 15-15, 16-17, 8-20 |       |          |  | Ginásio de Esportes Geraldo Magalhães, Recife |

| 2 septembre 2022 20 h 10 UTC-03:00 | Rapport | Brésil                                            | 72–63 | Canada |  | Ginásio de Esportes Geraldo Magalhães, Recife |
| 2 septembre 2022 20 h 10 UTC-03:00 | Rapport | Score par quart-temps : 17-15, 15-9, 18-22, 22-17 |       |        |  | Ginásio de Esportes Geraldo Magalhães, Recife |

| 3 septembre 2022 17 h 40 UTC-03:00 | Rapport | Canada                                             | 84–78 | Uruguay |  | Ginásio de Esportes Geraldo Magalhães, Recife |
| 3 septembre 2022 17 h 40 UTC-03:00 | Rapport | Score par quart-temps : 17-19, 25-18, 12-24, 30-17 |       |         |  | Ginásio de Esportes Geraldo Magalhães, Recife |

| 3 septembre 2022 20 h 10 UTC-03:00 | Rapport | Colombie                                          | 60–100 | Brésil |  | Ginásio de Esportes Geraldo Magalhães, Recife |
| 3 septembre 2022 20 h 10 UTC-03:00 | Rapport | Score par quart-temps : 22-25, 12-23, 6-27, 20-25 |        |        |  | Ginásio de Esportes Geraldo Magalhães, Recife |

| 5 septembre 2022 11 h 10 UTC-03:00 | Rapport | Colombie                                         | 61–62 | Canada |  | Ginásio de Esportes Geraldo Magalhães, Recife |
| 5 septembre 2022 11 h 10 UTC-03:00 | Rapport | Score par quart-temps : 16-21, 22-9, 16-12, 7-20 |       |        |  | Ginásio de Esportes Geraldo Magalhães, Recife |

| 5 septembre 2022 20 h 10 UTC-03:00 | Rapport | Brésil                                             | 76–66 | Uruguay |  | Ginásio de Esportes Geraldo Magalhães, Recife |
| 5 septembre 2022 20 h 10 UTC-03:00 | Rapport | Score par quart-temps : 16-26, 19-17, 22-13, 19-10 |       |         |  | Ginásio de Esportes Geraldo Magalhães, Recife |

#### Groupe B
| Rang | Équipe                      | Pts | J | G | P | Pp  | Pc  | Diff |  | Résultats                   |  |       |       |       |
| ---- | --------------------------- | --- | - | - | - | --- | --- | ---- |  | --------------------------- |  | ----- | ----- | ----- |
| 1    | Argentine                   | 6   | 3 | 3 | 0 | 284 | 226 | 58   |  | Argentine                   |  | 99-86 | 90-78 | 95-62 |
| 2    | Porto Rico                  | 5   | 3 | 2 | 1 | 250 | 254 | -4   |  | Porto Rico                  |  |       | 88-82 | 76-73 |
| 3    | République dominicaine      | 4   | 3 | 1 | 2 | 237 | 236 | 1    |  | République dominicaine      |  |       |       | 77-58 |
| 4    | Îles Vierges des États-Unis | 3   | 3 | 0 | 3 | 193 | 248 | -55  |  | Îles Vierges des États-Unis |  |       |       |       |

| 3 septembre 2022 11 h 10 UTC-03:00 | Rapport | Porto Rico                                         | 88–82 | République dominicaine |  | Ginásio de Esportes Geraldo Magalhães, Recife |
| 3 septembre 2022 11 h 10 UTC-03:00 | Rapport | Score par quart-temps : 23-12, 23-23, 23-21, 19-26 |       |                        |  | Ginásio de Esportes Geraldo Magalhães, Recife |

| 3 septembre 2022 13 h 40 UTC-03:00 | Rapport | Îles Vierges des États-Unis                       | 62–95 | Argentine |  | Ginásio de Esportes Geraldo Magalhães, Recife |
| 3 septembre 2022 13 h 40 UTC-03:00 | Rapport | Score par quart-temps : 24-29, 8-23, 13-21, 17-22 |       |           |  | Ginásio de Esportes Geraldo Magalhães, Recife |

| 4 septembre 2022 | Rapport | République dominicaine                            | 77–58 | Îles Vierges des États-Unis |  | Ginásio de Esportes Geraldo Magalhães, Recife |
| 4 septembre 2022 | Rapport | Score par quart-temps : 22-14, 16-9, 18-20, 21-15 |       |                             |  | Ginásio de Esportes Geraldo Magalhães, Recife |

| 4 septembre 2022 20 h 10 UTC-03:00 | Rapport | Argentine                                          | 99–86 | Porto Rico |  | Ginásio de Esportes Geraldo Magalhães, Recife |
| 4 septembre 2022 20 h 10 UTC-03:00 | Rapport | Score par quart-temps : 19-21, 28-23, 28-20, 24-22 |       |            |  | Ginásio de Esportes Geraldo Magalhães, Recife |

| 6 septembre 2022 17 h 40 UTC-03:00 | Rapport | Îles Vierges des États-Unis                       | 73–76 | Porto Rico |  | Ginásio de Esportes Geraldo Magalhães, Recife |
| 6 septembre 2022 17 h 40 UTC-03:00 | Rapport | Score par quart-temps : 7-21, 26-24, 19-15, 21-16 |       |            |  | Ginásio de Esportes Geraldo Magalhães, Recife |

| 6 septembre 2022 20 h 10 UTC-03:00 | Rapport | République dominicaine                             | 78–90 | Argentine |  | Ginásio de Esportes Geraldo Magalhães, Recife |
| 6 septembre 2022 20 h 10 UTC-03:00 | Rapport | Score par quart-temps : 24-25, 16-23, 20-18, 18-24 |       |           |  | Ginásio de Esportes Geraldo Magalhães, Recife |

#### Groupe C
| Rang | Équipe     | Pts | J | G | P | Pp  | Pc  | Diff |  | Résultats  |  |       |        |       |
| ---- | ---------- | --- | - | - | - | --- | --- | ---- |  | ---------- |  | ----- | ------ | ----- |
| 1    | États-Unis | 5   | 3 | 2 | 1 | 256 | 180 | 76   |  | États-Unis |  | 67-73 | 101-49 | 88-58 |
| 2    | Mexique    | 5   | 3 | 2 | 1 | 212 | 207 | 5    |  | Mexique    |  |       | 74-80  | 65-60 |
| 3    | Venezuela  | 5   | 3 | 2 | 1 | 201 | 233 | -32  |  | Venezuela  |  |       |        | 72-58 |
| 4    | Panama     | 3   | 3 | 0 | 3 | 176 | 225 | -49  |  | Panama     |  |       |        |       |

| 2 septembre 2022 17 h 40 UTC-03:00 | Rapport | Mexique                                            | 73–67 | États-Unis |  | Ginásio de Esportes Geraldo Magalhães, Recife |
| 2 septembre 2022 17 h 40 UTC-03:00 | Rapport | Score par quart-temps : 15-14, 21-21, 20-13, 17-19 |       |            |  | Ginásio de Esportes Geraldo Magalhães, Recife |

| 2 septembre 2022 22 h 40 UTC-03:00 | Rapport | Venezuela                                         | 72–58 | Panama |  | Ginásio de Esportes Geraldo Magalhães, Recife |
| 2 septembre 2022 22 h 40 UTC-03:00 | Rapport | Score par quart-temps : 19-16, 17-13, 20-23, 16-6 |       |        |  | Ginásio de Esportes Geraldo Magalhães, Recife |

| 4 septembre 2022 11 h 10 UTC-03:00 | Rapport | Panama                                             | 60–65 | Mexique |  | Ginásio de Esportes Geraldo Magalhães, Recife |
| 4 septembre 2022 11 h 10 UTC-03:00 | Rapport | Score par quart-temps : 16-21, 15-14, 14-19, 15-11 |       |         |  | Ginásio de Esportes Geraldo Magalhães, Recife |

| 5 septembre 2022 13 h 40 UTC-03:00 | Rapport | Mexique                                            | 74–80 | Venezuela |  | Ginásio de Esportes Geraldo Magalhães, Recife |
| 5 septembre 2022 13 h 40 UTC-03:00 | Rapport | Score par quart-temps : 29-19, 13-16, 13-27, 19-18 |       |           |  | Ginásio de Esportes Geraldo Magalhães, Recife |

| 5 septembre 2022 17 h 40 UTC-03:00 | Rapport | Panama                                             | 58–88 | États-Unis |  | Ginásio de Esportes Geraldo Magalhães, Recife |
| 5 septembre 2022 17 h 40 UTC-03:00 | Rapport | Score par quart-temps : 12-29, 12-28, 10-16, 18-15 |       |            |  | Ginásio de Esportes Geraldo Magalhães, Recife |

| 6 septembre 2022 15 h 10 UTC-03:00 | Rapport | États-Unis                                         | 101–49 | Venezuela |  | Ginásio de Esportes Geraldo Magalhães, Recife |
| 6 septembre 2022 15 h 10 UTC-03:00 | Rapport | Score par quart-temps : 21-10, 27-11, 22-12, 31-16 |        |           |  | Ginásio de Esportes Geraldo Magalhães, Recife |

#### Départage des deux meilleurs troisièmes
| Rang | Équipe                 | Pts | J | G | P | Pp  | Pc  | Diff |
| ---- | ---------------------- | --- | - | - | - | --- | --- | ---- |
| 1    | Venezuela              | 5   | 3 | 2 | 1 | 201 | 233 | -32  |
| 2    | République dominicaine | 4   | 3 | 1 | 2 | 237 | 236 | 1    |
| 3    | Colombie               | 4   | 3 | 1 | 2 | 191 | 226 | -35  |

| Qualifié pour les quarts de finale |
| Éliminé                            |

### Phase finale

#### Quarts de finale
| 8 septembre 2022 11 h 10 UTC-03:00 | Rapport | Mexique                                                              | 77–82                               | Canada                                                                   |  | Ginásio de Esportes Geraldo Magalhães, Recife |
| 8 septembre 2022 11 h 10 UTC-03:00 | Rapport | Score par quart-temps : 19-17, 11-13, 22-24, 25-28                   |                                     |                                                                          |  | Ginásio de Esportes Geraldo Magalhães, Recife |
| 8 septembre 2022 11 h 10 UTC-03:00 | Rapport | Daniel Amigo, 20 Fabian Jaimes, 10 Yahir Bonilla, 7 Daniel Amigo, 23 | Points Rebonds Passes d. Évaluation | Dalano Banton, 16 Trae Bell-Haynes, 6 Dalano Banton, 7 Dalano Banton, 17 |  | Ginásio de Esportes Geraldo Magalhães, Recife |

| 8 septembre 2022 13 h 40 UTC-03:00 | Rapport | États-Unis                                                     | 85–84                               | Porto Rico                                                       |  | Ginásio de Esportes Geraldo Magalhães, Recife |
| 8 septembre 2022 13 h 40 UTC-03:00 | Rapport | Score par quart-temps : 23-27, 19-15, 22-18, 21-24             |                                     |                                                                  |  | Ginásio de Esportes Geraldo Magalhães, Recife |
| 8 septembre 2022 13 h 40 UTC-03:00 | Rapport | Norris Cole, 20 Gary Clark, 7 Gary Clark, 6 Zylan Cheatham, 19 | Points Rebonds Passes d. Évaluation | 2 joueurs, 16 2 joueurs, 7 Tremont Waters, 12 Tremont Waters, 19 |  | Ginásio de Esportes Geraldo Magalhães, Recife |

| 8 septembre 2022 17 h 40 UTC-03:00 | Rapport | Argentine                                                           | 76–53                               | Venezuela                                                      |  | Ginásio de Esportes Geraldo Magalhães, Recife |
| 8 septembre 2022 17 h 40 UTC-03:00 | Rapport | Score par quart-temps : 21-18, 23-4, 18-10, 14-21                   |                                     |                                                                |  | Ginásio de Esportes Geraldo Magalhães, Recife |
| 8 septembre 2022 17 h 40 UTC-03:00 | Rapport | 3 joueurs, 12 2 joueurs, 5 Facundo Campazzo, 6 Facundo Campazzo, 19 | Points Rebonds Passes d. Évaluation | Jose Materan, 15 Jose Ascanio, 8 2 joueurs, 4 Jose Materan, 13 |  | Ginásio de Esportes Geraldo Magalhães, Recife |

| 8 septembre 2022 20 h 10 UTC-03:00 | Rapport | Brésil                                                                       | 80–68                               | République dominicaine'                                             |  | Ginásio de Esportes Geraldo Magalhães, Recife |
| 8 septembre 2022 20 h 10 UTC-03:00 | Rapport | Score par quart-temps : 18-20, 16-17, 21-18, 25-13                           |                                     |                                                                     |  | Ginásio de Esportes Geraldo Magalhães, Recife |
| 8 septembre 2022 20 h 10 UTC-03:00 | Rapport | Cristiano Felício, 16 Leonardo Meindl, 7 Marcelinho Huertas, 6 2 joueurs, 21 | Points Rebonds Passes d. Évaluation | Andres Feliz, 14 Jeromy Rodriguez, 7 Andres Feliz, 4 Yeison Yan, 15 |  | Ginásio de Esportes Geraldo Magalhães, Recife |

#### Demi-finales
| 10 septembre 2022 17 h 10 UTC-03:00 | Rapport | Argentine                                                             | 82–73                               | États-Unis                                                        |  | Ginásio de Esportes Geraldo Magalhães, Recife |
| 10 septembre 2022 17 h 10 UTC-03:00 | Rapport | Score par quart-temps : 20-17, 20-16, 18-19, 24-21                    |                                     |                                                                   |  | Ginásio de Esportes Geraldo Magalhães, Recife |
| 10 septembre 2022 17 h 10 UTC-03:00 | Rapport | Gabriel Deck, 30 Gabriel Deck, 7 Facundo Campazzo, 7 Gabriel Deck, 31 | Points Rebonds Passes d. Évaluation | Norris Cole, 18 Zylan Cheatham, 8 Jeremy Pargo, 8 Norris Cole, 13 |  | Ginásio de Esportes Geraldo Magalhães, Recife |

| 10 septembre 2022 20 h 40 UTC-03:00 | Rapport | Brésil                                                                 | 86–76                               | Canada                                                                         |  | Ginásio de Esportes Geraldo Magalhães, Recife |
| 10 septembre 2022 20 h 40 UTC-03:00 | Rapport | Score par quart-temps : 24-20, 20-14, 23-20, 19-22                     |                                     |                                                                                |  | Ginásio de Esportes Geraldo Magalhães, Recife |
| 10 septembre 2022 20 h 40 UTC-03:00 | Rapport | Leonardo Meindl, 19 Lucas Dias, 8 Marcelinho Huertas, 8 Lucas Dias, 16 | Points Rebonds Passes d. Évaluation | Jahvon Henry-Blair, 24 Trae Bell-Haynes, 6 2 joueurs, 4 Jahvon Henry-Blair, 22 |  | Ginásio de Esportes Geraldo Magalhães, Recife |

#### Match pour la troisième place
| 11 septembre 2022 |                                                              | Canada                              | 80–84                                                                 | États-Unis |  | Ginásio de Esportes Geraldo Magalhães, Recife |
| 11 septembre 2022 | Score par quart-temps : 16-15, 20-14, 21-25, 23-30           |                                     |                                                                       |            |  | Ginásio de Esportes Geraldo Magalhães, Recife |
| 11 septembre 2022 | Score par mi-temps : 36-29, 44-55                            |                                     |                                                                       |            |  | Ginásio de Esportes Geraldo Magalhães, Recife |
| 11 septembre 2022 | Abu Kigab , 18 3 joueurs , 18 Kadre Gray , 7 Kadre Gray , 25 | Points Rebonds Passes d. Évaluation | Gary Clark , 18 Stephen Zimmerman , 8 Norris Cole , 8 Gary Clark , 23 |            |  | Ginásio de Esportes Geraldo Magalhães, Recife |

#### Finale
| 11 septembre 2022 |                                                                 | Brésil                              | 73–75                                                                             | Argentine |  | Ginásio de Esportes Geraldo Magalhães, Recife |
| 11 septembre 2022 | Score par quart-temps : 14-26, 24-22, 22-19, 13-8               |                                     |                                                                                   |           |  | Ginásio de Esportes Geraldo Magalhães, Recife |
| 11 septembre 2022 | Score par mi-temps : 38-48, 35-27                               |                                     |                                                                                   |           |  | Ginásio de Esportes Geraldo Magalhães, Recife |
| 11 septembre 2022 | Vítor Benite, 18 Rafa Mineiro, 6 Yago Santos, 9 Yago Santos, 15 | Points Rebonds Passes d. Évaluation | Gabriel Deck, 20 Nicolás Laprovíttola, 8 Nicolás Laprovíttola, 4 Gabriel Deck, 20 |           |  | Ginásio de Esportes Geraldo Magalhães, Recife |

### Tableau final
|  | Quarts de finale       | Quarts de finale       | Quarts de finale | Quarts de finale |            |            | Demi-finales | Demi-finales | Demi-finales    | Demi-finales    |                 |                 | Finale       | Finale       | Finale       | Finale       |
|  |                        |                        |                  |                  |            |            |              |              |                 |                 |                 |                 |              |              |              |              |
|  | 8 septembre            | 8 septembre            | 8 septembre      | 8 septembre      |            |            | 10 septembre | 10 septembre | 10 septembre    | 10 septembre    |                 |                 | 11 septembre | 11 septembre | 11 septembre | 11 septembre |
|  | 8 septembre            | 8 septembre            | 8 septembre      | 8 septembre      |            |            | 10 septembre | 10 septembre | 10 septembre    | 10 septembre    |                 |                 | 11 septembre | 11 septembre | 11 septembre | 11 septembre |
|  | Brésil                 | Brésil                 | 80               | 80               |            |            | 10 septembre | 10 septembre | 10 septembre    | 10 septembre    |                 |                 | 11 septembre | 11 septembre | 11 septembre | 11 septembre |
|  | Brésil                 | Brésil                 | 80               | 80               |            |            | 10 septembre | 10 septembre | 10 septembre    | 10 septembre    |                 |                 | 11 septembre | 11 septembre | 11 septembre | 11 septembre |
|  | République dominicaine | République dominicaine | 68               | 68               |            |            | 10 septembre | 10 septembre | 10 septembre    | 10 septembre    |                 |                 | 11 septembre | 11 septembre | 11 septembre | 11 septembre |
|  | République dominicaine | République dominicaine | 68               | 68               | Brésil     | Brésil     | 86           | 86           |                 |                 |                 |                 | 11 septembre | 11 septembre | 11 septembre | 11 septembre |
|  | 8 septembre            |                        |                  |                  | Brésil     | Brésil     | 86           | 86           |                 |                 |                 |                 | 11 septembre | 11 septembre | 11 septembre | 11 septembre |
|  |                        |                        | Canada           | Canada           | 76         | 76         |              |              |                 |                 |                 |                 | 11 septembre | 11 septembre | 11 septembre | 11 septembre |
|  | Mexique                | Mexique                | Canada           | Canada           | 76         | 76         | 77           | 77           |                 |                 |                 |                 | 11 septembre | 11 septembre | 11 septembre | 11 septembre |
|  | Mexique                | Mexique                | 10 septembre     |                  |            |            | 77           | 77           |                 |                 |                 |                 | 11 septembre | 11 septembre | 11 septembre | 11 septembre |
|  | Canada                 | Canada                 | 82               | 82               |            |            |              |              |                 |                 |                 |                 | 11 septembre | 11 septembre | 11 septembre | 11 septembre |
|  | Canada                 | Canada                 | 82               | 82               | Brésil     | Brésil     | 73           | 73           |                 |                 |                 |                 |              |              |              |              |
|  | 8 septembre            |                        |                  |                  | Brésil     | Brésil     | 73           | 73           |                 |                 |                 |                 |              |              |              |              |
|  |                        |                        | Argentine        | Argentine        | 75         | 75         |              |              |                 |                 |                 |                 |              |              |              |              |
|  | Argentine              | Argentine              | Argentine        | Argentine        | 75         | 75         | 76           | 76           |                 |                 |                 |                 |              |              |              |              |
|  | Argentine              | Argentine              |                  |                  |            |            |              |              |                 |                 |                 |                 |              |              |              |              |
|  | Venezuela              | Venezuela              | 53               | 53               |            |            |              |              |                 |                 |                 |                 |              |              |              |              |
|  | Venezuela              | Venezuela              | 53               | 53               | Argentine  | Argentine  | 82           | 82           | Troisième place | Troisième place | Troisième place | Troisième place |              |              |              |              |
|  | 8 septembre            |                        |                  |                  | Argentine  | Argentine  | 82           | 82           | Troisième place | Troisième place | Troisième place | Troisième place |              |              |              |              |
|  |                        |                        | États-Unis       | États-Unis       | 73         | 73         |              |              | 11 septembre    | 11 septembre    | 11 septembre    | 11 septembre    |              |              |              |              |
|  | États-Unis             | États-Unis             | États-Unis       | États-Unis       | 73         | 73         | 85           | 85           | 11 septembre    | 11 septembre    | 11 septembre    | 11 septembre    |              |              |              |              |
|  | États-Unis             | États-Unis             |                  |                  |            |            |              | 85           |                 |                 | Canada          | Canada          | 80           | 80           |              |              |
|  | Porto Rico             | Porto Rico             | 84               | 84               |            |            |              |              |                 |                 | Canada          | Canada          | 80           | 80           |              |              |
|  | Porto Rico             | Porto Rico             | 84               | 84               | États-Unis | États-Unis | 84           | 84           |                 |                 |                 |                 |              |              |              |              |
|  |                        |                        |                  |                  |            |            |              |              |                 |                 |                 |                 |              |              |              |              |

## Classement final
| Place                        | Équipes                     | V-D |
| ---------------------------- | --------------------------- | --- |
| Médaille d'or, Amérique      | Argentine                   | 6-0 |
| Médaille d'argent, Amérique  | Brésil                      | 5-1 |
| Médaille de bronze, Amérique | États-Unis                  | 4-2 |
| 4                            | Canada                      | 3-3 |
| 5                            | Mexique                     | 2-2 |
| 6                            | Porto Rico                  | 2-2 |
| 7                            | Venezuela                   | 2-2 |
| 8                            | République dominicaine      | 1-3 |
| 9                            | Colombie                    | 1-2 |
| 10                           | Uruguay                     | 0-3 |
| 11                           | Panama                      | 0-3 |
| 12                           | Îles Vierges des États-Unis | 0-3 |

## Vainqueur
| Championnat des Amériques de basket-ball — Vainqueur 2022 |
| --------------------------------------------------------- |
| Argentine Troisième titre                                 |

## Récompenses

### MVP et meilleur cinq de la compétition
- Meilleur joueur :  Gabriel Deck
- Équipe type : 
  -  Facundo Campazzo
  -  Yago dos Santos
  -  Norris Cole
  -  Dalano Banton
  -  Gabriel Deck

## Statistiques

### Leaders statistiques de la compétition
| Joueur/Nationalité   | Points par match |
| -------------------- | ---------------- |
| Gabriel Deck         | 21,2             |
| Andrés Feliz (en)    | 17,5             |
| Nicolás Laprovíttola | 16,5             |
| Jaime Echenique      | 16,3             |
| Dalano Banton        | 15,7             |

| Joueurs/Nationalité | Rebonds par match |
| ------------------- | ----------------- |
| Ángel Delgado       | 9,5               |
| Ismael Romero (en)  | 8,5               |
| Stephen Zimmerman   | 8,0               |
| Gary Clark          | 7,3               |
| Jaime Echenique     | 7,3               |
| Fabián Jaimes       | 7,3               |

| Joueurs/Nationalité | Passes décisives par match |
| ------------------- | -------------------------- |
| Tremont Waters      | 8,8                        |
| Facundo Campazzo    | 8,3                        |
| Paul Stoll          | 7,3                        |
| Jeremy Pargo        | 5,7                        |
| Yohanner Sifontes   | 5,0                        |

| Joueurs/Nationalité | Interceptions par match |
| ------------------- | ----------------------- |
| Facundo Campazzo    | 3,5                     |
| Luciano Parodi (en) | 3,0                     |
| Paul Stoll          | 2,8                     |
| Richard Bautista    | 2,5                     |
| Tremont Waters      | 2,0                     |
| Georgio Milligan    | 2,0                     |

| Joueurs/Nationalité | Contres par match |
| ------------------- | ----------------- |
| Yahir Bonilla       | 1,8               |
| George Conditt      | 1,8               |
| Windi Graterol      | 1,5               |
| Romani Hansen (en)  | 1,3               |
| Hayner Montaño      | 1,3               |
| Eric Romero         | 1,3               |